# Élections municipales de 1977 à Nice
Pour les articles homonymes, voir Élections municipales à Nice.
Les élections municipales de 1977 à Nice ont eu lieu les 13 et 20 mars 1977.

## Mode de scrutin
Lors des élections municipales de 1977, les cinq premières villes de France sont divisées en secteurs conformément à la loi no 76-665 du 19 juillet 1976. La ville de Nice est ainsi divisée en trois secteurs constitués par un regroupement de cantons et qui élisent au total 49 conseillers municipaux. Le premier secteur, composé des cantons de Nice-1, Nice-2, Nice-3 et Nice-4, élit 17 conseillers municipaux. Le deuxième secteur (Nice-5, Nice-6, Nice-7 et Nice-11) élit 18 conseillers municipaux. Enfin, le troisième secteur (Nice-8, Nice-9 et Nice-10) élit 14 conseillers municipaux. La liste qui gagne un secteur obtient la totalité des conseillers municipaux du secteur.

## Contexte

### Rappel des résultats de l'élection de 1971
| Tête de liste            | Tête de liste     | Liste    | Voix   | %      | Sièges |
| Tête de liste            | Tête de liste     | Liste    | Voix   | %      | CM     |
| ------------------------ | ----------------- | -------- | ------ | ------ | ------ |
|                          | Jacques Médecin * | CR-CD-PS | 56 491 | 50,14  | 37     |
|                          | Virgile Pasquetti | PCF      | 31 383 | 27,85  |        |
|                          | Fernand Icart     | FNRI-UDR |        | 22,01  |        |
|                          |                   |          |        |        |        |
| Inscrits                 | Inscrits          | Inscrits |        | 100,00 |        |
| Abstentions              |                   |          |        |        |        |
| Votants                  |                   |          |        |        |        |
| Blancs et nuls           |                   |          |        |        |        |
| Exprimés                 |                   |          |        |        |        |
| * liste du maire sortant |                   |          |        |        |        |

## Candidats
- Charles Caressa mène des listes du PCF, du PS et du MRG dans les trois secteurs
- Henri Roubault est à la tête de listes écologistes dans les trois secteurs
- Jacques Médecin, maire sortant, conduit des listes soutenues par le CR, la FNRI, le RPR et le CDS dans les trois secteurs
- M. Grover conduit une liste de l'Union royaliste dans le Troisième secteur

## Campagne
Lors de la campagne électorale, les affiches du maire sortant Jacques Médecin se font remarquer. L'une déclare : « Une bonne tête, un visage ouvert et le regard franc, il a tout cela. Regardez les autres… Sinistres ». Sur une autre, un petit enfant affirme : « Quand je serai grand, je voterai Médecin », alors que la chanteuse Mireille Mathieu apparaît sur une autre affiche revendiquant : « Si j'étais Niçoise, je voterais Médecin ». En guise de riposte à ces deux dernières affiches, des autocollants, signés « Spaggiari », font leur apparition dans la ville et sur lesquels on peut lire : « Dimanche, je vais pouvoir voter Médecin ». En effet, Albert Spaggiari, le supposé cerveau du casse du siècle de la Société générale à Nice (qui a eu lieu en juillet 1976), s'évade trois jours avant le premier tour, et depuis son arrestation, plusieurs éléments découverts permettaient de soupçonner Spaggiari de graviter autour du maire ou de son entourage, ce dont Jacques Médecin se défendait,.
L'élection est marquée par la mise en difficulté, pour la première fois à un scrutin municipal, de Jacques Médecin (apparenté depuis septembre 1975 aux Républicains indépendants). Au premier tour, sa liste d'union de la droite (CR-FNRI-RPR-CDS) arrive en tête, mais environ cinq points seulement la sépare de la liste d'Union de la gauche menée par le communiste Charles Caressa, et ceci dans les trois secteurs. La liste jobertiste et écologiste d'Henri Roubault fait également une percée avec près de 14 % des suffrages, ce qui est une surprise et met en lumière un pan de l'électorat déçu par Jacques Médecin mais se refusant pour autant à voter communiste. Ce faible écart entre les deux listes principales n'était pas attendu. L'hebdomadaire L'Express parle d'un maire « sonné comme un boxeur (...) surpris par le punch de son adversaire », alors que Le Monde estime que « les Niçois ne reviennent pas de leur audace (...) ils ont porté un coup sévère au mythe d'invincibilité de leur maire ». 
Entre les deux tours, le député FNRI Fernand Icart, qui, contrairement à l'élection municipale de 1971, ne se présentait pas, et qui n'avait jusqu'à présent pas apporté son soutien à Jacques Médecin, appelle à voter pour ce dernier, avertissant de la « dangereuse aventure » que constitue « l'installation à la tête de la ville des communistes et de leurs alliés marxistes ». Par ailleurs, Jacques Médecin invite les électeurs écologistes du premier tour à le rejoindre et, selon Bernard Bragard et al. dans leur ouvrage J.M. Le feuilleton niçois, 16 000 coups de téléphone sont passés par les militants médecinistes pour mobiliser les abstentionnistes. Le second tour fait apparaître un très faible écart entre la liste Médecin et la liste Caressa. Seules 966 voix les séparent lorsqu'on agrège les résultats des trois secteurs de la ville : 340 voix dans le premier secteur, 332 voix dans le deuxième secteur et 294 voix dans le troisième secteur. Les 49 sièges du conseil municipal sont donc remportés par Jacques Médecin et ses colistiers, mais il s'en est fallu de peu pour que la ville bascule à gauche. Tout en appelant la majorité municipale à « tirer les conséquences de ce scrutin », le quotidien Nice-Matin juge que la liste de gauche a échoué en raison de la place trop importante qu'y occupait le Parti communiste français.

## Résultats
| Candidat à la mairie      | Candidat à la mairie | Listes          | Premier tour | Premier tour | Second tour | Second tour | Sièges |
| Candidat à la mairie      | Candidat à la mairie | Listes          | Voix         | %            | Voix        | %           | CM     |
| ------------------------- | -------------------- | --------------- | ------------ | ------------ | ----------- | ----------- | ------ |
|                           | Jacques Médecin *    | CR-FNRI-RPR-CDS | 63 360       | 45,37        | 72 888      | 50,33       | 49     |
|                           | Charles Caressa      | PCF-PS-MRG      | 56 650       | 40,56        | 71 922      | 49,67       | 0      |
|                           | Henri Roubault       | ECO-MDD         | 19 222       | 13,76        |             |             |        |
|                           | M. Grover            | UR              | 421          | 0,30         |             |             |        |
|                           |                      |                 |              |              |             |             |        |
| Inscrits                  | Inscrits             | Inscrits        |              | 100,00       |             | 100,00      |        |
| Abstentions               |                      |                 |              |              |             |             |        |
| Votants                   |                      |                 |              |              |             |             |        |
| Blancs et nuls            |                      |                 |              |              |             |             |        |
| Exprimés                  | Exprimés             | Exprimés        | 139 653      |              | 144 810     |             |        |
| * listes du maire sortant |                      |                 |              |              |             |             |        |